# Орта-да-Сан-Жуан

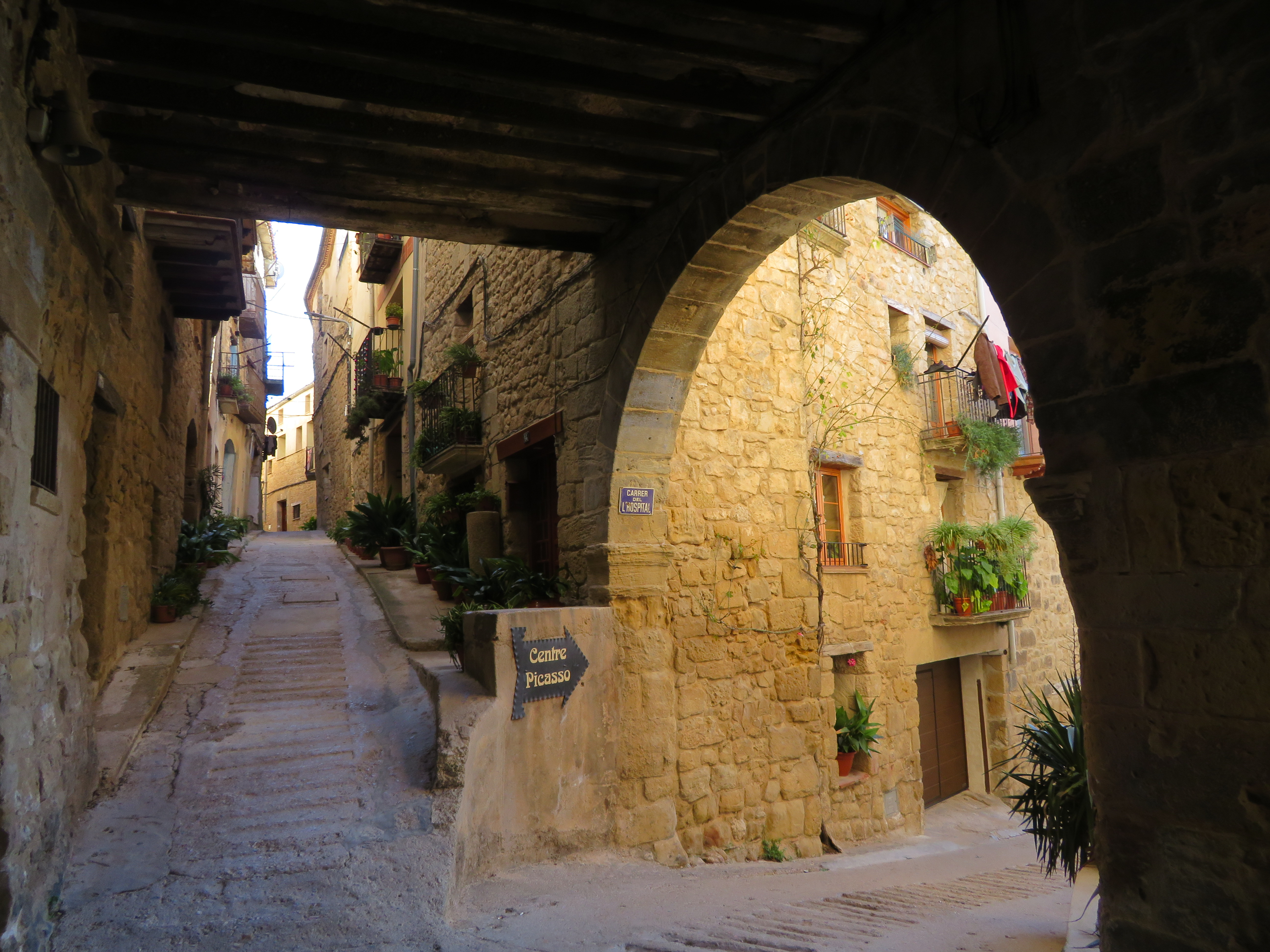
Орта-да-Сан-Жуан

О́рта-да-Сан-Жуа́н (кат. Horta de Sant Joan, вимова літературною каталанською [ɔ'ɾtə də san ʒua'n]) - муніципалітет, розташований в Автономній області Каталонія, в Іспанії. Код муніципалітету за номенклатурою Інституту статистики Каталонії - 430712. Знаходиться у районі (кумарці) Терра-Алта (коди району - 37 та TT) провінції Таррагона, згідно з новою адміністративною реформою перебуватиме у складі Ебрської баґарії (округи). 

## Назва муніципалітету
Назва муніципалітету походить від кат. horta - "країна", "територія".

## Населення

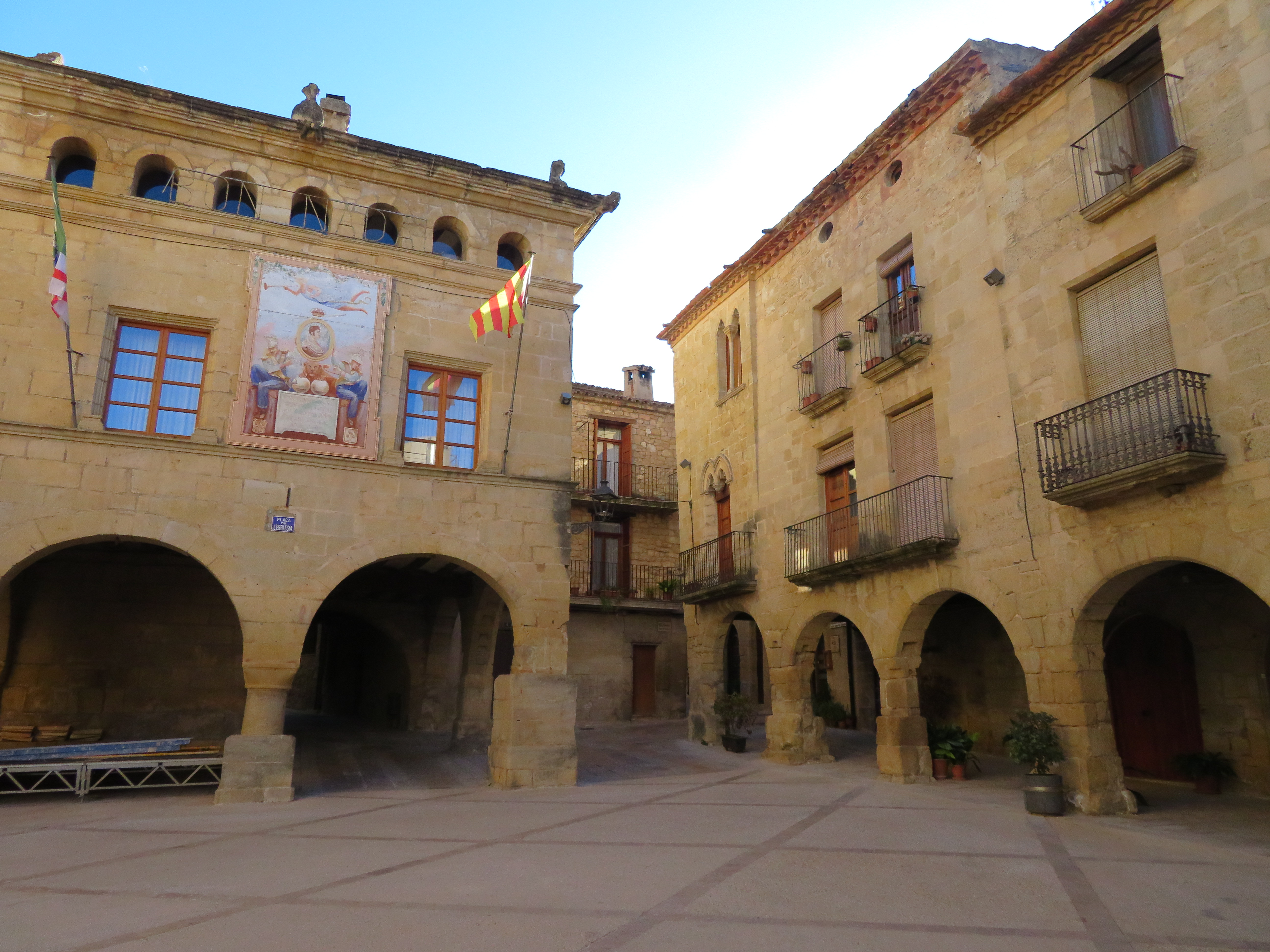
Орта-да-Сан-Жуан

Населення міста (у 2007 р.) становить 1.287 осіб (з них менше 14 років - 11,4%, від 15 до 64 - 62,7%, понад 65 років - 25,9%). У 2006 р. народжуваність склала 9 осіб, смертність - 18 осіб, зареєстровано 4 шлюби. У 2001 р. активне населення становило 503 особи, з них безробітних - 37 осіб.

Серед осіб, які проживали на території міста у 2001 р., 1.103 народилися в Каталонії (з них 711 осіб у тому самому районі, або кумарці), 108 осіб приїхало з інших областей Іспанії, а 6 осіб приїхало з-за кордону. 

Вищу освіту має 6,1% усього населення. 

У 2001 р. нараховувалося 461 домогосподарство (з них 23,6% складалися з однієї особи, 28,9% з двох осіб,18,2% з 3 осіб, 21,5% з 4 осіб, 5% з 5 осіб, 2,6% з 6 осіб, 0,2% з 7 осіб, 0% з 8 осіб і 0% з 9 і більше осіб).

Активне населення міста у 2001 р. працювало у таких сферах діяльності : у сільському господарстві - 28,1%, у промисловості - 19,3%, на будівництві - 16,3% і у сфері обслуговування - 36,3%. 

 У муніципалітеті або у власному районі (кумарці) працює 390 осіб, поза районом - 113 осіб.

### Безробіття
У 2007 р. нараховувалося 33 безробітних (у 2006 р. - 32 безробітних), з них чоловіки становили 39,4%, а жінки - 60,6%.

## Економіка

### Підприємства міста

#### Промислові підприємства
| \| Промислові підприємства міста, за сферою діяльності \| Промислові підприємства міста, за сферою діяльності \| Промислові підприємства міста, за сферою діяльності \| \| Рік \| 2002 р. \| 2001 р. \| \| --------------------------------------------------- \| --------------------------------------------------- \| --------------------------------------------------- \| \| Енергетичні та водні ресурси \| 4,2% \| 4,2% \| \| Хімія та метали \| 0% \| 0% \| \| Переробка металів \| 4,2% \| 4,2% \| \| Продукти харчування \| 25% \| 25% \| \| Текстиль \| 50% \| 50% \| \| Виробництво меблів, видання \| 16,7% \| 16,7% \| \| Інше \| 0% \| 0% \| \| Усього підприємств \| 24 \| 24 \| |         |         |
| Промислові підприємства міста, за сферою діяльності |         |         |
| Рік | 2002 р. | 2001 р. |
| Енергетичні та водні ресурси | 4,2%    | 4,2%    |
| Хімія та метали | 0%      | 0%      |
| Переробка металів | 4,2%    | 4,2%    |
| Продукти харчування | 25%     | 25%     |
| Текстиль | 50%     | 50%     |
| Виробництво меблів, видання | 16,7%   | 16,7%   |
| Інше | 0%      | 0%      |
| Усього підприємств | 24      | 24      |

#### Роздрібна торгівля
| \| Підприємства роздрібної торгівлі міста, за сферою діяльності \| Підприємства роздрібної торгівлі міста, за сферою діяльності \| Підприємства роздрібної торгівлі міста, за сферою діяльності \| \| Рік \| 2002 р. \| 2001 р. \| \| ------------------------------------------------------------ \| ------------------------------------------------------------ \| ------------------------------------------------------------ \| \| Продукти харчування \| 60,9% \| 57,1% \| \| Одяг та взуття \| 0% \| 0% \| \| Товари для дому \| 13% \| 14,3% \| \| Книги та періодичні видання \| 0% \| 0% \| \| Промислова хімічна продукція \| 8,7% \| 9,5% \| \| Продукція, пов'язана з транспортними засобами \| 0% \| 0% \| \| Інше \| 17,4% \| 19% \| \| Усього підприємств \| 23 \| 21 \| |         |         |
| Підприємства роздрібної торгівлі міста, за сферою діяльності |         |         |
| Рік | 2002 р. | 2001 р. |
| Продукти харчування | 60,9%   | 57,1%   |
| Одяг та взуття | 0%      | 0%      |
| Товари для дому | 13%     | 14,3%   |
| Книги та періодичні видання | 0%      | 0%      |
| Промислова хімічна продукція | 8,7%    | 9,5%    |
| Продукція, пов'язана з транспортними засобами | 0%      | 0%      |
| Інше | 17,4%   | 19%     |
| Усього підприємств | 23      | 21      |

#### Сфера послуг
| \| Підприємства міста, що працюють у сфері послуг, за діяльністю \| Підприємства міста, що працюють у сфері послуг, за діяльністю \| Підприємства міста, що працюють у сфері послуг, за діяльністю \| \| Рік \| 2002 р. \| 2001 р. \| \| ------------------------------------------------------------- \| ------------------------------------------------------------- \| ------------------------------------------------------------- \| \| Гуртова торгівля \| 7,5% \| 10% \| \| Готелі та готельний бізнес \| 35% \| 35% \| \| Транспорт та зв'язок \| 15% \| 10% \| \| Посередницькі фінансові послуги \| 5% \| 5% \| \| Послуги підприємствам \| 2,5% \| 2,5% \| \| Послуги фізичним особам \| 27,5% \| 32,5% \| \| Нерухомість та ін. \| 7,5% \| 5% \| \| Усього підприємств \| 40 \| 40 \| |         |         |
| Підприємства міста, що працюють у сфері послуг, за діяльністю |         |         |
| Рік | 2002 р. | 2001 р. |
| Гуртова торгівля | 7,5%    | 10%     |
| Готелі та готельний бізнес | 35%     | 35%     |
| Транспорт та зв'язок | 15%     | 10%     |
| Посередницькі фінансові послуги | 5%      | 5%      |
| Послуги підприємствам | 2,5%    | 2,5%    |
| Послуги фізичним особам | 27,5%   | 32,5%   |
| Нерухомість та ін. | 7,5%    | 5%      |
| Усього підприємств | 40      | 40      |

## Житловий фонд
У 2001 р. 8,7% усіх родин (домогосподарств) мали житло метражем до 59 м2, 27,3% - від 60 до 89 м2, 40,1% - від 90 до 119 м2 і
23,9% - понад 120 м2.

З усіх будівель у 2001 р. 33,8% було одноповерховими, 27,3% - двоповерховими, 37,2
% - триповерховими, 1,4% - чотириповерховими, 0,3% - п'ятиповерховими, 0% - шестиповерховими,
0% - семиповерховими, 0% - з вісьмома та більше поверхами.

## Автопарк
| \| Автомобілі, зареєстровані у місті, за призначенням \| Автомобілі, зареєстровані у місті, за призначенням \| Автомобілі, зареєстровані у місті, за призначенням \| \| Рік \| 2006 р. \| 2005 р. \| \| -------------------------------------------------- \| -------------------------------------------------- \| -------------------------------------------------- \| \| Приватні автомобілі \| 53,9% \| 54,9% \| \| Мотоцикли \| 6,8% \| 6% \| \| Вантажівки \| 34,4% \| 34,6% \| \| Трактори \| 0,8% \| 0,7% \| \| Автобуси та ін. \| 4,1% \| 3,8% \| \| Усього автомобілів \| 1.045 шт. \| 971 шт. \| |           |         |
| Автомобілі, зареєстровані у місті, за призначенням |           |         |
| Рік | 2006 р.   | 2005 р. |
| Приватні автомобілі | 53,9%     | 54,9%   |
| Мотоцикли | 6,8%      | 6%      |
| Вантажівки | 34,4%     | 34,6%   |
| Трактори | 0,8%      | 0,7%    |
| Автобуси та ін. | 4,1%      | 3,8%    |
| Усього автомобілів | 1.045 шт. | 971 шт. |

## Вживання каталанської мови
У 2001 р. каталанську мову у місті розуміли 98,8% усього населення (у 1996 р. - 99,1%), вміли говорити нею 88,4% (у 1996 р. - 
92,4%), вміли читати 77,9% (у 1996 р. - 74,7%), вміли писати 41,4
% (у 1996 р. - 38,1%). Не розуміли каталанської мови 1,2%.

## Політичні уподобання
У виборах до Парламенту Каталонії у 2006 р. взяло участь 674 особи (у 2003 р. - 784 особи). Голоси за політичні сили розподілилися таким чином:
| \| Вибори до Парламенту Каталонії \| Вибори до Парламенту Каталонії \| Вибори до Парламенту Каталонії \| \| Рік \| 2006 р. \| 2003 р. \| \| -------------------------------------- \| ------------------------------ \| ------------------------------ \| \| Конвергенція та Єднання (CiU) \| 58% \| 60,3% \| \| Соціалістична партія Каталонії (PSC) \| 14,2% \| 11,5% \| \| Народна партія (PP) \| 9,5% \| 10,1% \| \| Ініціатива за Каталонію — Зелені (ICV) \| 3,3% \| 3,7% \| \| Республіканська лівиця Каталонії (ERC) \| 13,9% \| 14% \| \| Громадяни — Громадянська партія (C's) \| 0% \| 0% \| \| Інші \| 1% \| 0,4% \| |         |         |
| Вибори до Парламенту Каталонії |         |         |
| Рік | 2006 р. | 2003 р. |
| Конвергенція та Єднання (CiU) | 58%     | 60,3%   |
| Соціалістична партія Каталонії (PSC) | 14,2%   | 11,5%   |
| Народна партія (PP) | 9,5%    | 10,1%   |
| Ініціатива за Каталонію — Зелені (ICV) | 3,3%    | 3,7%    |
| Республіканська лівиця Каталонії (ERC) | 13,9%   | 14%     |
| Громадяни — Громадянська партія (C's) | 0%      | 0%      |
| Інші | 1%      | 0,4%    |

## Історія та культура
У муніципалітеті Орта-да-Сан-Жуан є музей Пабло Пікассо.